# Onosandrus crassipes
Onosandrus crassipes är en insektsart som beskrevs av Brunner von Wattenwyl 1888. Onosandrus crassipes ingår i släktet Onosandrus och familjen Anostostomatidae. Inga underarter finns listade i Catalogue of Life.